# يومي هيراوا
يومي هيراوا (باليابانية: 平岩弓枝)‏ (15 مارس 1932 في طوكيو - 9 يونيو 2023) كاتِبة، وروائية، وكاتبة سيناريو من اليابان.

## الجوائز
- جائزة  كيكوتشي كان  [لغات أخرى]‏
- الميدالية بنفسجية الشريط  [لغات أخرى]‏
- جائزة إيجي يوشيكاوا في الآداب  [لغات أخرى]‏
- صاحب الاستحقاق الثقافي  [لغات أخرى]‏
- وسام الثقافة